# Xoán Fórneas
Xoán Fórneas (Lugo, 17 de diciembre de 1993) es un actor, músico,  y productor español, conocido por interpretar el papel del guardia civil Pardines en la serie de Movistar+  La línea invisible.

## Biografía
Xoán Fórneas nació el 17 de diciembre de 1993 en Lugo, en la comunidad de Galicia (España), y además de la actuación también se dedica a la música, el canto, y el teatro.

## Carrera
Xoán Fórneas de 2011 a 2015 se formó durante cuatro años en interpretación en la RESAD. En 2012 se formó en interpretación en el teatro musical con Nacha Guevara. Al año siguiente, en 2013, inició su carrera actoral en la película Viral dirigida por Lucas Figueroa. En 2016 ocupó el papel de Fran en la serie Fontealba.
En 2016 y 2017 integró el elenco de la miniserie Dalia, a modista. Por esta última interpretación, en 2017, fue nominado a Mejor actor de reparto al Premio Mestre Mateo. De 2017 a 2019 fue elegido por TVE para interpretar el papel de Íñigo Cervera / Ignacio Barbosa en la telenovela emitida en La 1 Acacias 38 y donde actuó junto a actores como Alba Brunet, Alejandra Lorenzo, Jorge Pobes, Sandra Marchena y Amparo Fernández. En 2020 protagonizó series en la serie La línea invisible (en el papel de José Antonio Pardines), en A lei de Santos (en el papel de Duarte) y en Xan. En el mismo año dirige el cortometraje Es una Estrella junto a Alejandro Jato.
En 2021 interpretó el papel de Mario en la serie 3 caminos. En el mismo año interpretó el papel de Manu en la miniserie Élite: historias breves. En 2022 se unió al elenco de la serie Heridas, interpretando el papel de Fabio Sierra. Al año siguiente, en 2023, ocupó el papel de Raúl Covas en la serie web Reina Roja. En el mismo año formó parte del elenco de la serie Red Flags, en el papel de Igor.
- 2024 participa en el reparto de la película "Escape", dirigida por Rodrigo Cortés.

## Vida personal
Xoán Fórneas estuvo casado tres años (de los diecinueve a los veintiún) y se volvió a casar a los veintitrés.

## Filmografía

### Actor

#### Cine
| Año  | Título                    | Personaje | Director       |
| ---- | ------------------------- | --------- | -------------- |
| 2013 | Viral                     |           | Lucas Figueroa |
| 2024 | Las chicas de la estación | César     | Juana Macías   |
| 2024 | Escape                    | Pavo Real | Rodrigo Cortés |
| 2024 | Anatema                   | Saulo     | Jimina Sabadú  |
| 2025 | Antes de Nós              | Castelao  | Ángeles Huerta |

#### Televisión
| Año           | Título                  | Personaje                       | Notas         |
| ------------- | ----------------------- | ------------------------------- | ------------- |
| 2016          | Fontealba               | Fran                            | 1 episodio    |
| 2016-2017     | Dalia, a modista        | Lorenzo                         | 4 episodios   |
| 2017-2019     | Acacias 38              | Íñigo Cervera / Ignacio Barbosa | 274 episodios |
| 2020          | La línea invisible      | José Antonio Pardines           | 1 episodio    |
| 2020          | A lei de Santos         | Duarte                          | 7 episodios   |
| 2021          | 3 caminos               | Mario                           | 3 episodios   |
| 2021          | Élite: historias breves | Manu                            | 3 episodios   |
| 2022          | Heridas                 | Fabio Sierra                    | 13 episodios  |
| 2023          | Red Flags               | Igor                            |               |
| 2023          | Vestidas de azul        | Adolfo                          | 1 episodio    |
| 2023          | Reina Roja              | Raúl Covas                      | 1 episodio    |
| 2024-presente | Respira                 | Quique                          | 8 episodios   |

#### Web TV
| Año  | Título | Personaje | Notas      |
| ---- | ------ | --------- | ---------- |
| 2020 | Xan    |           | 1 episodio |

### Director de cine

#### Cortometrajes
| Año  | Título          | Director                      |
| ---- | --------------- | ----------------------------- |
| 2020 | Es una Estrella | Xoán Fórneas y Alejandro Jato |

## Teatro
| Año  | Título                    | Director           | Teatro                   |
| ---- | ------------------------- | ------------------ | ------------------------ |
| 2016 | Startuffe                 |                    | Centro dramático gallego |
| 2019 | Il funambolo              | Lucia Diaz-Tejeiro |                          |
| 2019 | Federico A Lorca          | Miguel del Arco    |                          |
| 2021 | Il gabbiano o i figli di. | Pablo Quijano      |                          |
| 2022 | Tagli                     | Tito Asorey        |                          |

## Premios y reconocimientos
Premio Mestre Mateo
| Año  | Categoría              | Trabajo          | Resultado | Notas |
| ---- | ---------------------- | ---------------- | --------- | ----- |
| 2017 | Mejor actor de reparto | Dalia, a modista | Nominado  | [ 7 ] |